# Żółwie aż do końca

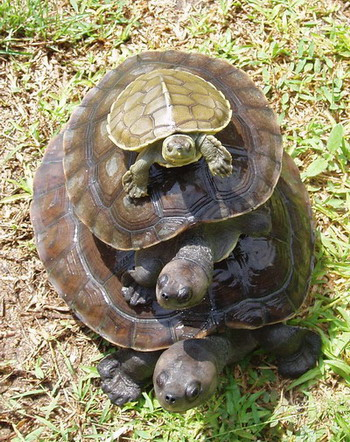
Żółwie

Żółwie aż do końca. (ang. Turtles all the way down.) – ironiczne zdanie przywołujące pozycję kosmologiczną, która nie proponując ostatecznego fundamentu, skazana jest na nieskończoną regresję w wyjaśniania podstaw lub początku świata. Wyrażenie stało się idiomem szczególnie w anglojęzycznej wspólnocie naukowej, gdzie używane jest dla wskazania braku ostatecznego (lub akceptowalnego) uzasadnienia danej teorii.

## Opis
W książce Stephena Hawkinga z 1988  Krótka historia czasu (ang. A Brief History of Time) na początku pierwszego rozdziału jest opisana następująca anegdota, wymiana zdań pomiędzy naukowcem i starszą panią:
Znany naukowiec (być może filozof Bertrand Russell) wykładał astronomię dla ogólnej publiczności. Opisywał, że Ziemia porusza się wokół słońca, słońce porusza się wokół centrum galaktyki.
Pod koniec wykładu starsza pani siedząca w końcu sali wstała : "Wszystko to co pan nam powiedział to są doprawdy głupoty. W rzeczywistości świat jest wielką płytą podtrzymywaną na grzbiecie wielkiego żółwia"
Naukowiec uśmiechnął się i z przekąsem zapytał "A na czym stoi żółw"?
"Jest pan bardzo sprytny młody człowieku", odpowiedziała starsza pani, "Po prostu tam są żółwie aż do samego końca".
Podobnie jak Stephen Hawking, amerykański biolog i neurolog Robert Sapolsky rozpoczyna swoją książkę Zdeterminowany. Jak nauka tłumaczy brak wolnej woli (ang. Determined: A Science of Life Without Free Will, 2023) od przytoczenia tej anegdoty. W wersji Sapolsky’ego wykładowcą jest amerykański filozof i psycholog William James. Amerykański pisarz John Green puentę „żółwie aż do końca” wykorzystał jako tytuł jednej ze swoich książek: Turtles All the Way Down (polskie wydanie Żółwie aż do końca, 2017).